# Хорхе Инглес
Хо́рхе Ингле́с (исп. Jorge Inglés, около 1420, Англия (?) — около 1500, Испания (?), годы творческой активности — 1445—1475) — испанский художник и миниатюрист, работавший в Кастилии в середине и II половине XV века. Даты рождения и смерти художника неизвестны. На основе его фамилии или, что более вероятно, прозвища, которое означает «англичанин», считается, что его родина — Англия. Некоторые историки искусства настаивают на его фламандском происхождении. Из весьма специфической манеры живописи часто делается вывод, что художник, возможно, проходил обучение в Нидерландах. Детали его жизни неизвестны.

## Реконструкция биографии
Фамилия художника позволяет предположить, что он сам или его отец имели английское происхождение. Историк искусства Хуан Хосе Мартин Гонсалес обнаружил в документах Архива в Симанкасе требование к долгу, которое было предъявлено в июне 1478 года неким Хорхе Инглесом, происходящим из Бристоля, но проживающим в Испании. В этом случае ничто не указывает на профессию художника, возможно, документ не относится к автору алтаря, хотя эта гипотеза не может быть полностью исключена. «Англичанин» (исп. «Inglés») — фамилия или прозвище, явно указывающие в данном случае на происхождение персонажа. 
Единственное прижизненное документальное свидетельство о художнике — упоминание его имени в завещании Иньиго Лопеса де Мендосы, первого маркиза Сантильяны от 5 июня 1455 года. В нём Инглес называется автором алтаря Радости Марии (другое название — «Алтарь ангелов») для часовни больницы Буйтраго-дель-Лосойя. Алтарь Радости Марии (исп. Retablo de los Gozos de María, масло по дереву, 497 x 463 сантиметр) является единственным сохранившимся до нашего времени задокументированным произведением мастера, на основе которого можно атрибутировать новые работы художнику. Этот алтарь часто рассматривается как самый ранний образец произведения, созданного под влиянием нидерландской живописи в Испании. Выбор Хорхе Инглеса маркизом Сантильяна для выполнения алтаря показывает, что он был уже известным художником к тому времени. После реставрации в 2012 году алтарь выставляется в Музее Прадо в зале № 57 (здесь находятся портреты представителей испанского и фламандского дворянства и бюргерства XV—XVI веков) здания Вильянуэва-дель-Прадо по соглашению, достигнутому на десять лет с герцогом Инфантадо, Инчиго де Артеага и Мартином, владельцем произведения.

## Алтарь Радости Марии

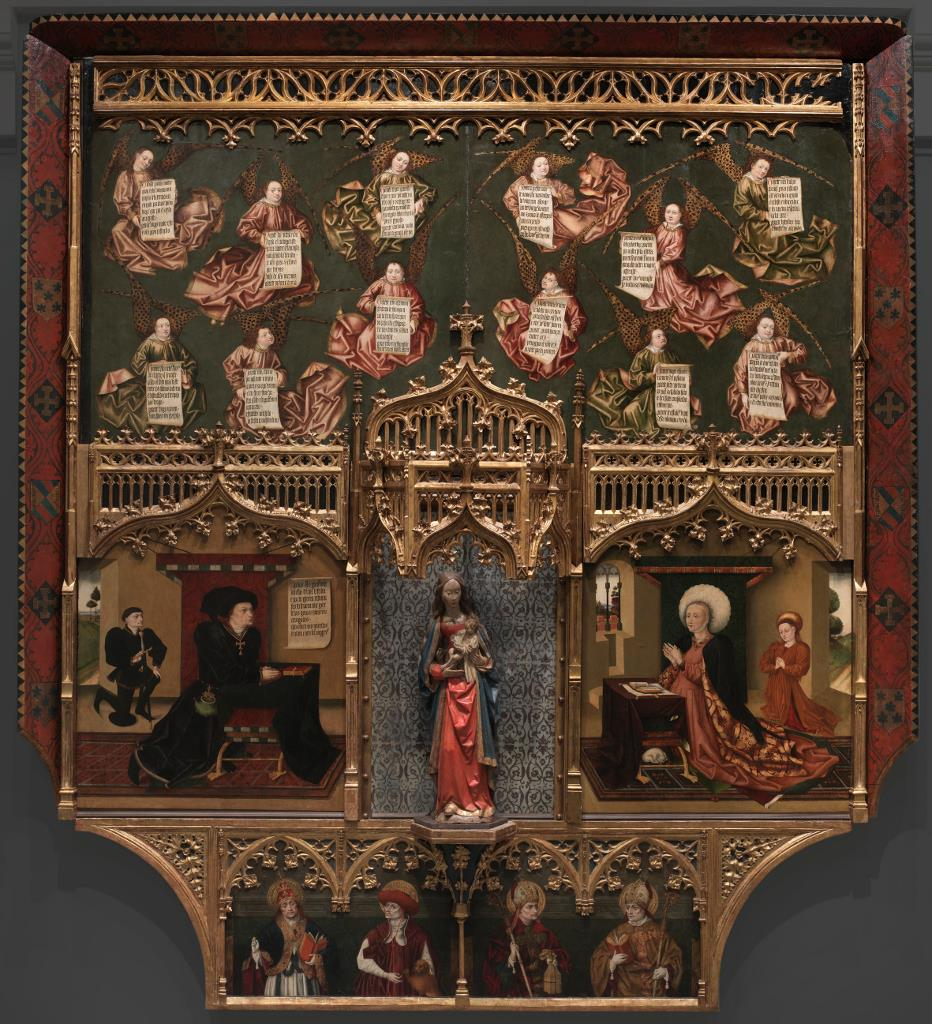
Хорхе Инглес. Алтарь Радости Марии, 1455

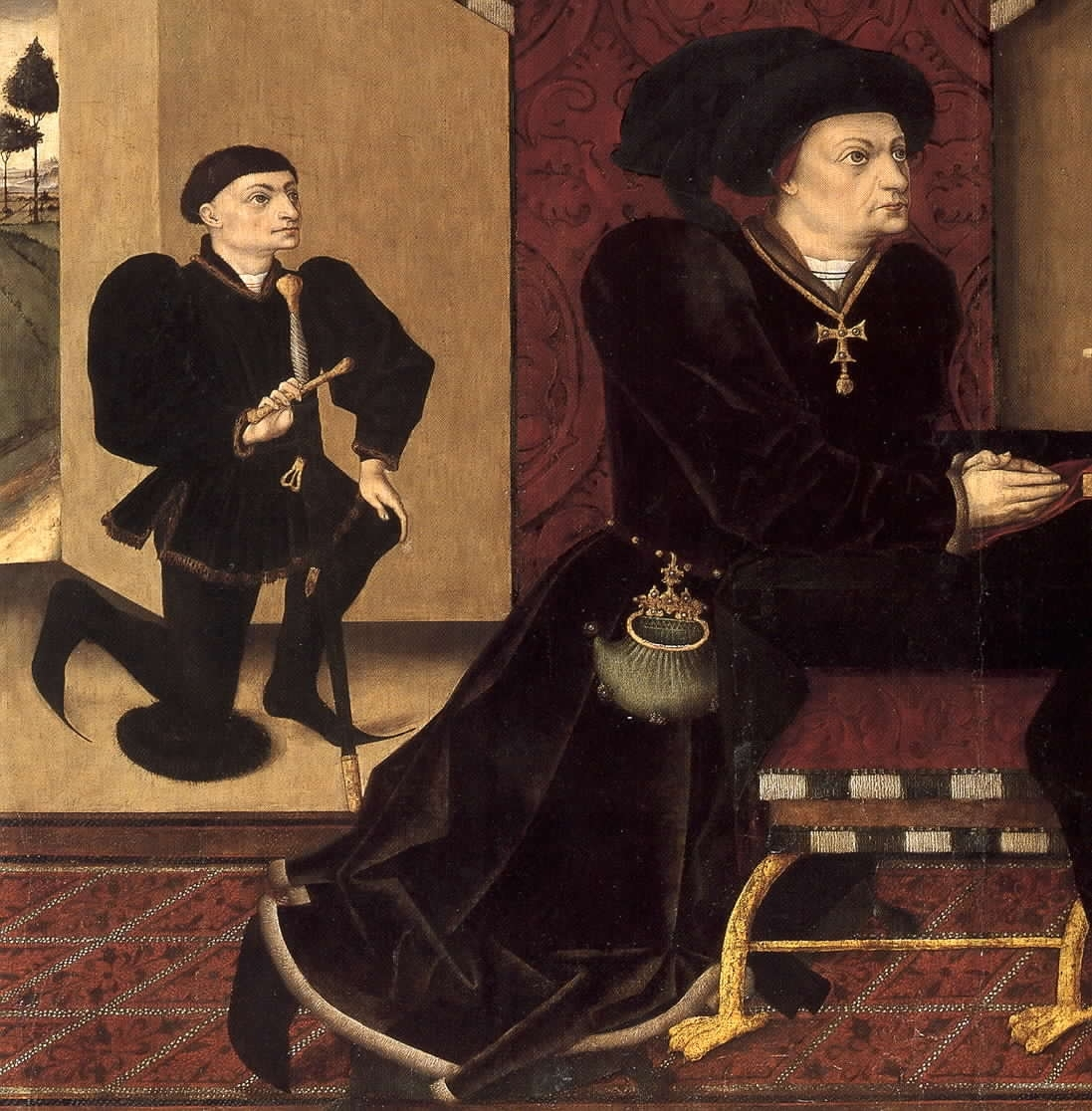
Маркиз Сантильяна на панели алтаря Радости Марии

Об алтаре впервые упомянул в своей книге «Путешествие по Испании» (исп. «Viage de España») историк искусства, художник и путешественник Антонио Понс. Он посетил Буйтраго-дель-Лосойя в 1787 году. Тогда алтарь состоял из 1) панели, изображающей святого Георгия (утрачена), 2) ныне утерянного первоначального образа святой Богородицы, который приобрёл маркиз в Медине (историки искусства предполагают, что это была работа фламандского мастера середины XV века), 3-4) двух панелей с хорами ангелов и 5—6) ещё двух — с молитвенными фигурами роскошно одетых маркиза (это единственное сохранившееся до нашего времени его портретное изображение) и его жены, Каталины Суарес де Фигероа (1400—1455), за которыми находятся паж и служанка (через окно и дверь комнат, в которых они находятся, открывается ландшафт), а также пределлы с поясными изображениями Отцов Церкви (на ней представлены четыре богослова ранней Западной Церкви: святой Григорий Великий, святой Иероним Стридонский, блаженный Августин и святой Амвросий Медиоланский). «Это не алтарь, который предназначается для литургического использования. Несмотря на то, что он посвящен Святой Деве, героями его являются маркиз и его жена, стоящие на коленях перед Девой», — утверждает Пилар Сильва, заведующий отделом живописи Северной Европы (1400—1600) и испанской живописи (1100—1500) в музее Прадо.
Анализируя стиль Хорхе Инглеса, историки искусства единодушны в том, что художник хорошо знал фламандскую живопись и вдохновлялся творчеством Робера Кампена с его интересом к светотени, пластикой и чёткими контурами. Творчество испанского мастера близко к школе Турне, хотя неизвестно, учился ли он непосредственно во Фландрии или просто был знаком с произведениями художников из Нидерландов. Алтарь Радости имеет заметное композиционное сходство с полиптихом «Страшный суд» Рогира ван дер Вейдена. Последний был написан в 1443—1454 годах по заказу канцлера Николя Ролена для алтаря капеллы больницы, основанной последним в бургундском городе Бон. Маркиз де Сантильяна был человеком знатного происхождения, военным, крупной фигурой в современной ему испанской культуре, Ролен же ведал финансами и дипломатией герцога Бургундского Филиппа III Доброго с 1422 до 1462 годы. Несмотря на различие в социальном положении, они  представлены в одинаковых позах вместе со своими жёнами. Они изображены со сложенными в молитве руками и на коленях перед генофлекторием (скамеечка или подушечка для коленопреклонения в католических храмах), на котором лежит Часовник.
Лопес де Мендоса, который заказал художнику алтарь, был крупным поэтом и учёным своего времени, особенно он почитал Деву Марию. Это нашло отражение в его молитвенных стихах, известных как «Радость Святой Марии», которые и вдохновили алтарную композицию, а также дали ей установившееся в научном мире название. Некоторые из стихов маркиза Сантильяны написаны на свитках в руках ангелов в верхней части композиции. Их оригинальные тексты на староиспанском языке опубликованы в статье Пилар Сильвы Марото, посвящённой алтарю. Антонио Понс писал:

«Я видел этот алтарь вблизи и нашёл его выполненным с величайшей аккуратностью и тщательностью. Мастерство художника, с которым он исполнен, указывает на то, что персонажи похожи на его оригиналы, к тому же в эту эпоху было мало художников, столь же квалифицированных, как тот, кто проделал такую работу, и следует поверить в это, исходя из хорошего вкуса маркиза, который искал лучшее из того, что было»— Пилар Сильва Марото. Алтарь Радости Марии Хорхе Инглеса
Алтарь всегда находился в частной коллекции, длительное время он был на реставрации в мастерских музея Прадо, поэтому стал доступен для широкой публики только с апреля 2012 года.

## Работы, атрибутируемые художнику

### Святой Георгий и дракон
Долгое время автором композиции (1455, размер — 169 на 57 сантиметров, была представлена на аукционе Sotheby's в Лондоне 8 июля 2009 года, лот 19), в которой Георгий стоит над убитым драконом, считался нюрнбергский художник Ганс Бальдунг Грин. Атрибуция Хорхе Инглесу впервые была предложена Чарльзом Стерлингом и была одобрена доктором Исабель Матео Гомес. 
Картина с точки зрения стиля имеет сходство с работами немецких художников, в частности с гравюрами Мартина Шонгауэра, которые широко были распространены по всей Испании во II половине XV века. Гравюры немецких и нидерландских художников, таких как Рогир ван дер Вейден, послужили отправной точкой для многих испанских художников в Кастилии и ее окрестностях, и особенно в работах Фернандо Гальего, Мастера святого Ильдефонса и самого Хорхе Инглеса.
Пост в книге «История испанской живописи» был первым, кто установил связь с другой панелью аналогичных размеров, изображающей святого Христофора и которую первоначально приписывали Анониму из Паленсии (как и в случае с настоящей работой), прежде чем отнести её к Мастеру святого Ильдефонса, эта атрибуция также долгое время была весьма популярна. Обе панели отличаются удивительно похожей позой своего героя, анатомическими преувеличениями и неестественными искажениями драпировки и доспехов, мотивы, вероятно, вдохновленные гравюрами Шонгауэра. Обе работы были написаны в Кастилии примерно в одно и то же время и демонстрируют зависимость испанских художников от внешнего влияния.
Существует предположение, что панель является частью алтаря, заказанного Иниго Лопесом де Мендоса, маркизом де Сантильяной. Описания его включают, как указал Дж. Мартин Гонсалес, панель, изображающую Св. Георгия (в настоящее время утерянную). Хотя это невозможно подтвердить в отсутствие более конкретных деталей описания этой панели, правдоподобно, учитывая, как сюжет, так и стилистическое сходство с другими панелями из алтаря, утверждать что данным изображением как раз и может быть недостающая панель из алтаря. Возможно, сходство лица маркиза Сантильяны со святым Георгием указывает, что, сам Сантильяна мог стать моделью Инглеса для Святого Георгия.
Искусствоведы допускают, что «Святой Георгий и дракон» является одной из первых картин маслом по дереву в Испании, то есть с использованием техники, которая, возможно, была привезена в Испанию самим Инглесом.

### Полиптих Святого Иеронима

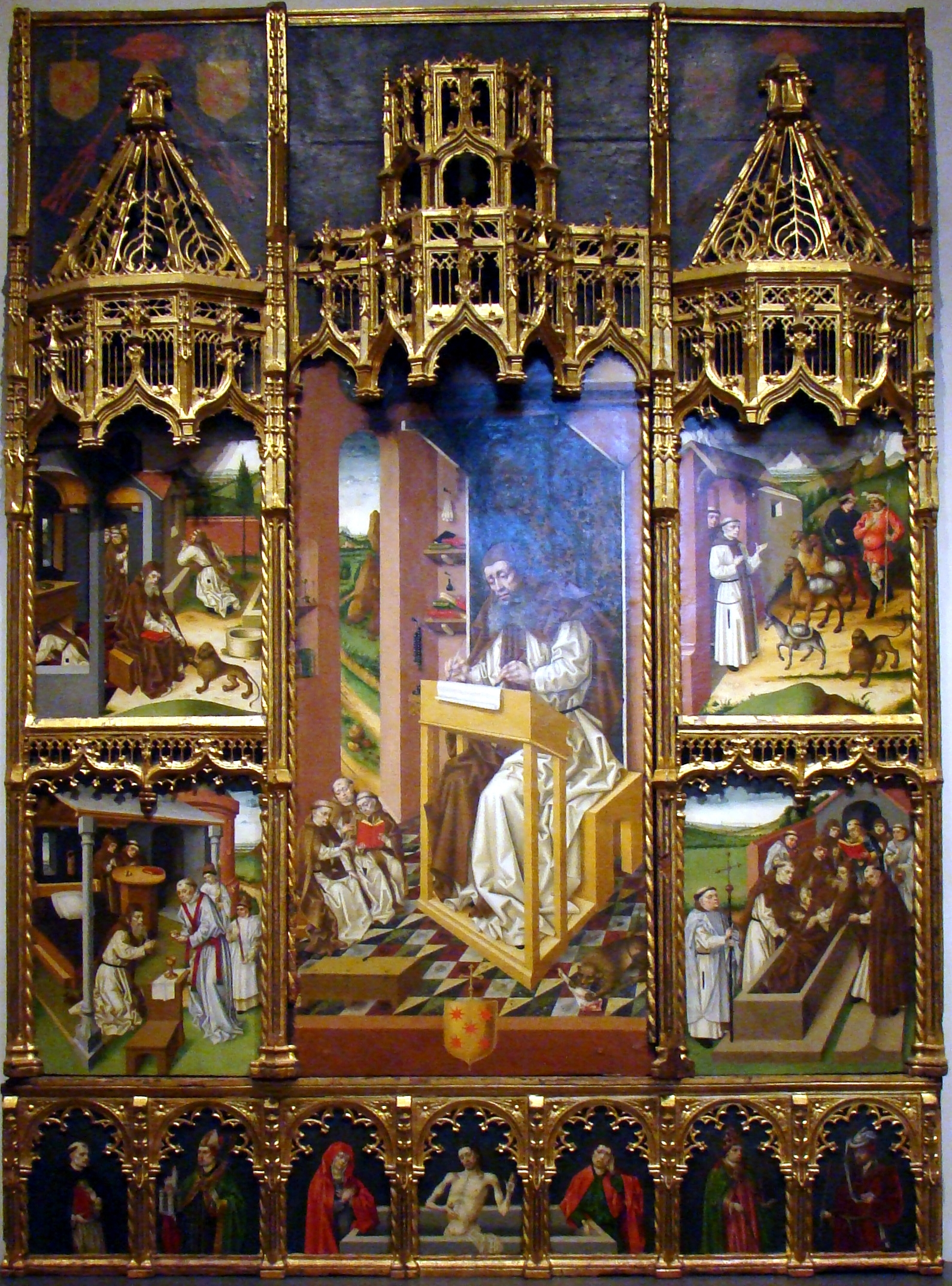
Хорхе Инглес. Полиптих святого Иеронима

Хорхе Инглес, вероятно, создал полиптих святого Иеронима по заказу Хуана Родригеса де Фонсеки (1465), епископа Паленсии и Бургоса, пожертвовавшего его в монастырь иеронимитов Санта Мария Ла Мехорада в Ольмедо (это произошло в 1470 году). Сейчас полиптих находится в Национальном музее скульптуры Вальядолида (после его конфискации у монастыря ещё в XIX веке). В центре полиптиха представлен сам святой Иероним с бородой, которая расчёсана на две стороны, в белой тунике и тёмно-коричневом плаще с капюшоном. Он сидит за столом в своей келье и правит  текст рукописи. Его выразительное лицо исполнено суровости и самоуглублённости. Слева от него трое монахов ведут учёную беседу по поводу одной из книг своего настоятеля (она представлена в красном переплете). Фигура Иеронима значительно больше изображений монахов, она имеет сильно вытянутые и удлиненные пропорции, всё это подчёркивает дистанцию между святым и его последователями. Справа от святого изображён маленький лев, грызущий кость. Квадраты пола изображены в аксонометрической  проекции. Полки  с  книгами  и  чётки,  висящие на стене, заботливо переданы с мельчайшими деталями. В  открытую дверь виден горный пейзаж. 
Центральная часть полиптиха окружена событиями из жизни святого, литературными источниками их стали «Золотая легенда» Иакова Ворагинского и иная агиографическая литература. Сцена  возвращения львом ослика, похищенного купцами  проезжавшего  каравана,  отмечена  наблюдательностью, которая заметна в изображении  одного  из  купцов, больного водянкой. В пределле полиптиха помещён саркофаг с полным экспрессии Христом, который указывает на рану в левом боку, у него раны от гвоздей на руках. По сторонам от него изображены скорбящие Мария и святой Иоанн Богослов в красных плащах и полуфигуры четырех святых. Изображены святой Августин и святой Григорий, святой Доминик и святой Себастьян. Реставрация алтаря позволила обнаружить наконечник стрелы стрелы, удерживаемый святым Себастьяном в его руках, таким образом опровергнув мнение, что это была фигура донатора. Правильная интерпретация этого персонажа обращает внимание на его красочную и элегантную одежду, следующую образцу, типичному для эпохи Хорхе Инглеса в Испании, но отличную от традиционного изображения святого Себастьяна в более позднее время, обнажённого и избитого.
В соответствии с традиционной последовательностью на боковых панелях запечатлены основные события жизни святого. Две сцены верхней части относятся к чудесному одомашниванию льва после извлечения шипа из лапы и превращению хищного животного в помощника сообществу монахов. По преданию лев показывал дорогу к монастырю заблудившимся путешественникам. Легенда гласит, что, когда святой Иероним и его ученики были в саду монастыря, появился раненный лев, который пришёл к ним за помощью. Все монахи бежали в ужасе, но святой, рассмотрев лапу, которую протянуло ему животное, сумел вылечить её, а благодарное животное оставалось рядом с ним, защищая его. Считается, что история льва, ставшего постоянным спутником святого Иеронима в его иконографии, представляет собой не что иное, как иконографическое заблуждение, она должна была относиться к событиям жизни другого христианского монаха и святого — жившего в V веке Герасима Иорданского. Сцены нижней части полиптиха рассказывают о последнем причастии святого и его погребении. История смерти святого Иеронима вдохновлена апокрифическим текстом Евсевия Кремонского, который получил распространение в конце XV века и имел широкую известность в ходе Контрреформации. 
Сведения о личности донатора были прояснены с появлением новых документальных данных. Предполагается, что это был Дон Алонсо де Фонсека (1418—1473), архиепископ — севильский придворный и меценат. Хроника монастыря Ла Мехорада, которая сохранилась в Национальном историческом архиве, содержит сообщение о пожертвовании Доном Алонсо этого алтаря. Стилистически полиптих святого Иеронима следует схемам, используемым Хорхе Инглесом в алтаре Буитраго.

### Другие работы
Возможно, Хорхе Инглесу или одному из его учеников принадлежит алтарь Отшельника из Фуэнсанты (исп. Retablo de la Ermita de la Fuensanta) из Сопетрана (находится в музее Прадо, иногда алтарь атрибутируется Мастеру из Сопетрана). Наиболее значительной панелью этого алтаря является изображение Диего Уртадо де Мендоса, первого герцога Инфантадо (1455, 103 x 60 сантиметров), который был сыном маркиза Сантильяны. Герцог одет в роскошные ткани, стоит на коленях перед готическим алтарем со статуей Девы. За герцогом виднеется фигура пажа с изысканным головным убором в руке и священнослужители.
Также художнику атрибутируются алтарь Девы из города Вильясандино (в провинции Бургос), «Распятие» (в настоящее время находится в частной коллекции) и «Троица в окружении ангелов» (86 x 97 сантиметров, масляная живопись по дереву, в настоящее время находится в музее Прадо), а также «Проповедь» в Художественном музее Цинциннати (1455).
Из-за сходства с алтарём из Буйтраго-дель-Лосойя историк искусства Санчес Кантон приписывал Хорхе Инглесу несколько миниатюр из пяти рукописей, которые были собственностью маркиза Сантильяны. Эти манускрипты находятся в Национальной библиотеке Мадрида, они включают, среди прочего, испанский перевод диалога Платона «Федон» и трактата «О жизни блаженной» святого Августина Гиппонского.

## Особенности творчества
Предполагается, что Хорхе Инглес прошёл обучение в Нидерландах до того, как переехал на Иберийский полуостров. Несмотря на близость его творчества к школе Турне, искусствоведы отмечают, что типы фигур, которые он неоднократно использовал, отражают тенденцию, характерную не для Нидерландов, а для немецкой и английской живописи XV века. Это воспринимается как дополнительный довод в пользу английского происхождения мастера, как и его фамилия. Типичными для него являются энергичная манера рисунка, а также скульптурный и экспрессивный характер изображения лиц персонажей. Ярким примером этих особенностей является образ святого Иеронима из монастыря Ла Мехорада в Ольмедо, который был написан для Алонсо де Фонсеки, епископа Авилы (1469—1485). Наряду с Фернандо Гальего, Инглес был крупнейшим представителем живописи в Кастилии и её окрестностях в это время, а с учетом его мастерства как рисовальщика и живописца, не вызывает удивления то, что он получал заказы от крупных вельмож, таких как маркиз Сантильяна и епископ Авилы. 
Рентгенограмма панелей алтаря Радости Марии позволила искусствоведам сделать вывод о многочисленных изменениях, которые вносил сам художник в ходе работы в свои произведения. Он обладал несомненным даром миниатюриста. Многие мельчайшие, но детально прописанные элементы небольших фоновых пейзажей, открывающихся через распахнутые дверь или окно помещения, на его произведениях были отмечены впервые только в ходе реставрации (стая птиц в небе, которая была устранена художником в окончательной версии алтаря Радости Марии, но была обнаружена на рентгенограмме, дом с башней, виднеющийся над деревьями). 
Искусствоведы отмечают самостоятельность художника (и его заказчиков, которые также могли оказывать влияние на решение этой проблемы художником) в иконографии его работ. Особенно это относится к композиции алтаря Радости Марии. Композиция подчёркивает не только могущество маркиза, но и творческий характер его личности (размещение в руках ангелов свитков со стихами маркиза как раз над коленопреклонённым изображением его фигуры и изображением его жены).
Некоторые историки искусства считают, что психологическая характеристика портретных изображений, характерная для Хорхе Инглеса, не имеет аналога до эпохи Возрождения. Для его творчества характерны реализм, тщательность в проработке деталей, объёмность фигур и мастерство в передаче ландшафтов.

## Галерея

Работы, атрибутируемые Хорхе Инглесу
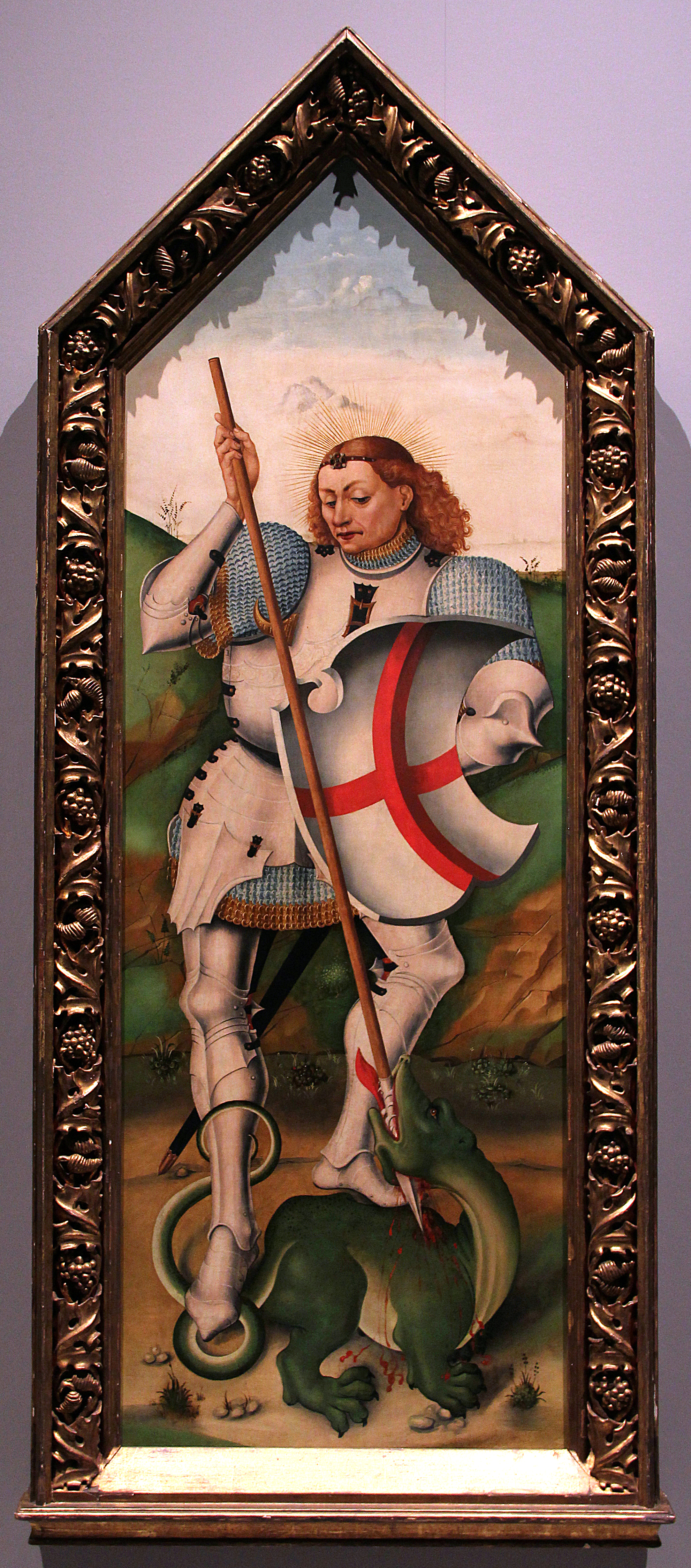
Хорхе Инглес. Святой Георгий и дракон, 1455
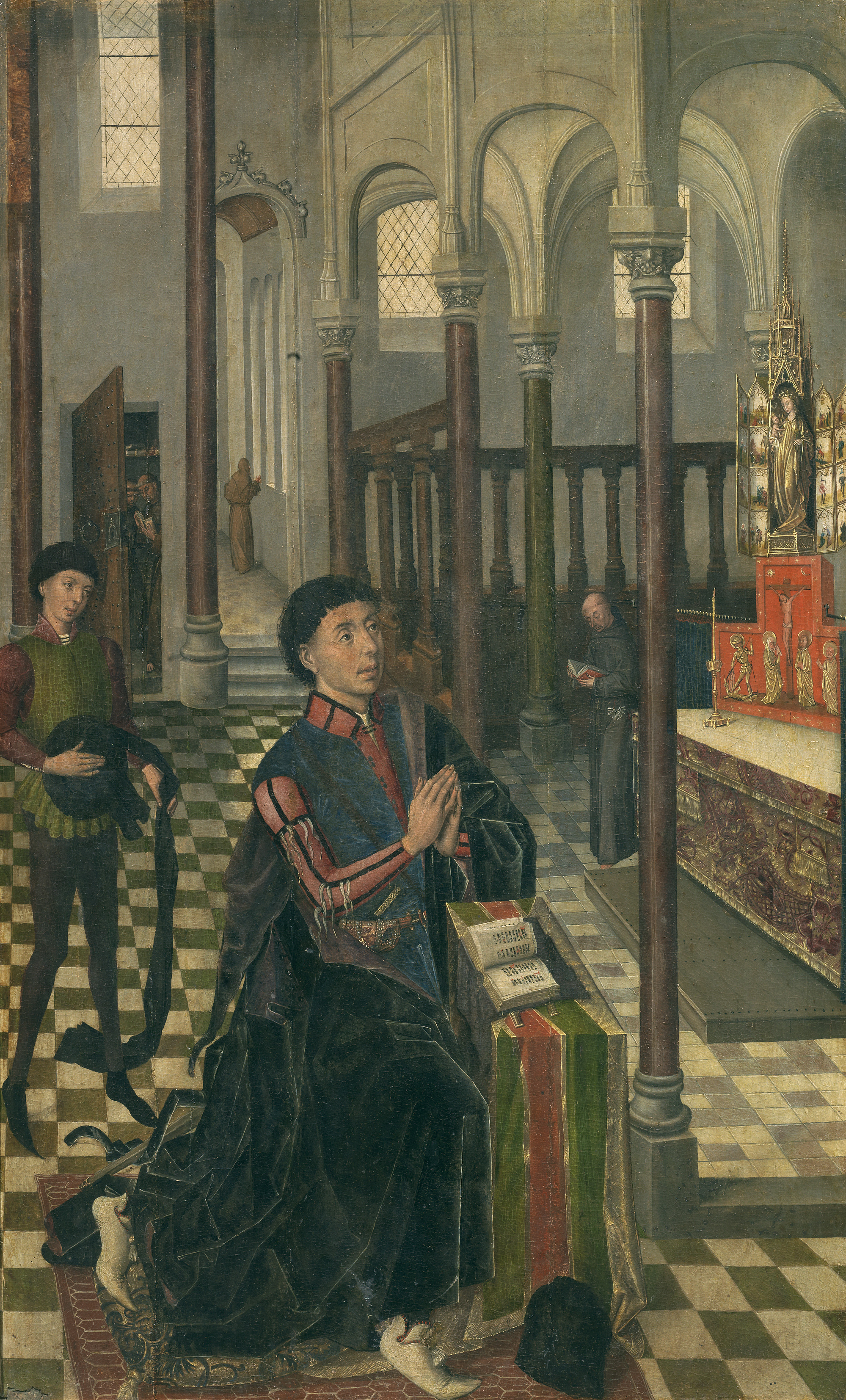
Хорхе Инглес. Алтарь Отшельника из Фуэнсанто. Панель с изображением Диего Уртадо де Мендоса
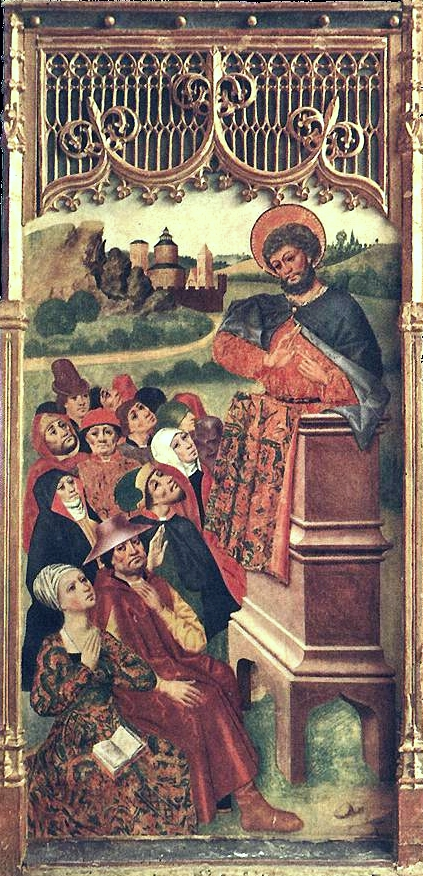
Хорхе Инглес. Проповедь